# Sérignac (Tarn-et-Garonne)
Sérignac é uma comuna francesa na região administrativa de Occitânia, no departamento de Tarn-et-Garonne. Estende-se por uma área de 32,43 km². Em 2010 a comuna tinha 541 habitantes (densidade: 16,7 hab./km²).